# Neopsammodius werneri
Neopsammodius werneri är en skalbaggsart som beskrevs av Cartwright 1955. Neopsammodius werneri ingår i släktet Neopsammodius och familjen Aphodiidae. Inga underarter finns listade i Catalogue of Life.